# 우주 검열 가설
일반 상대성 이론에서 우주 검열 가설(宇宙檢閱假說, 영어: cosmic censorship hypothesis)은 현실적인 시공간에서는 노출 특이점이 발생할 수 없다는 가설이다. 로저 펜로즈가 제창하였다.

## 정의
아인슈타인 방정식의 해석에 따르면 특이점 정리에 의해 일반적으로 특이점이 생기는 것으로 알려져 있지만, 그 특이점의 대부분은 사건의 지평선에 둘러싸여있기 때문에 외부세계와 고립되어 물리법칙을 적용시키는데 있어 문제가 없다. 그러나 사건의 지평선에 둘러싸이지 않은 특이점이 존재하는 것으로 알려져있으며, 이것을 노출 특이점이라고 한다.
노출 특이점이 자연계에 존재하면 특이점보다 과거의 사건은 물리적으로 예측 불가능하게 되어버린다. 그래서 노출 특이점을 마치 누군가가 검열하여 금지하는 것처럼 어떤 물리 법칙으로 금지되고 있다는 가설을 세우기에 이르렀다.
1969년 로저 펜로즈가 제창한 시점에서 우주 검열 가설에 대한 명확한 설명으로 주어진 것은 없었다. 오히려 명확한 설명이 될 무언가를 찾는 것이 연구 목적이었다고 할 수 있다.
- 약한 우주 검열 가설(weak cosmic censorship hypothesis)은 우주에는 빅뱅이 일어날 당시의 특이점이 아닌 노출 특이점은 존재하지 않는다는 가설이다.
- 강한 우주 검열 가설(strong cosmic censorship hypothesis)은 시공간에 존재하는 특이점은 모두 사건의 지평선에 숨겨져있다는 가설이다.

우주 검열 가설은 아직 증명되지 않았다. 우주 검열 가설을 인정한다면, 털없음 정리는 자연계에 존재하는 안정된 상태의 블랙홀의 계량은 커-뉴먼 계량에 한정된다.

## 참고 문헌
- Ringström, Hans (2010년 4월 13일). “Cosmic censorship for Gowdy spacetimes”. 《Living Reviews in Relativity》 (영어) 13: 2. Bibcode:2010LRR....13....2R. doi:10.12942/lrr-2010-2. ISSN 1433-8351.

## 같이 보기
- 일반 상대성 이론
- 아인슈타인 방정식
- 블랙홀
- 털없음 정리
- 특이점
- 노출 특이점